# Brigada Bislamach
La Brigada Bislamach más conocida como: Escuela de Profesiones del Cuerpo de Infantería y Comandantes de Escuadrón (en hebreo: חטיבת ביסלמ"ח) (transliterado: Hativat Bislamach) es una unidad de las Fuerzas de Defensa de Israel (FDI) responsable del entrenamiento de todos los comandantes de escuadrón y sargentos de pelotón del Cuerpo de Infantería de Israel.

## Historia
La unidad fue establecida en 1974 bajo el mando del judío Yaakov Hasdai, la escuela incluye a tres batallones operativos (17.º, 906.º y 450.º) que normalmente se utilizan para misiones de entrenamiento. Durante guerras o emergencias, como fue el caso durante la guerra de Yom Kipur, sirven como fuerzas de combate, en pleno funcionamiento. Desde 2006, estos batallones forman la 828.ª Brigada, conocida como Brigada Bislamach. La brigada tiene tres bases, todas ubicadas en el desierto del Neguev. Antes de la Operación Arcoíris, durante la Segunda Intifada de Al-Aqsa, los soldados de la brigada participaron en una búsqueda en el Corredor Filadelfia de los cuerpos de los soldados de la unidad Sayeret Yahalom, que murieron durante el desastre del vehículo blindado de combate y transporte blindado de personal, del 11 al 12 de mayo de 2004. También participaron en el plan unilateral de retirada de la Franja de Gaza, tras lo cual fueron desplegados en la frontera del estado de Israel con la Franja de Gaza. El 17.º Batallón de la Brigada Bislamach, participó en combate en la Batalla de Zikim, y afirmó haber matado a cuatro militantes palestinos en la playa de Zikim, en un vídeo publicado en las redes sociales el 10 de octubre de 2023. Posteriormente, la unidad entró en acción en el campo de refugiados palestinos de Al-Bureij, a finales de diciembre de 2023. A principios de marzo de 2024, la unidad reemplazó a la Brigada Oz desplegada en Jan Yunis. En mayo del mismo año, la unidad entró en acción en el norte de Gaza.

## Crímenes de guerra
Durante el ataque de Hamás contra Israel, los días 7 y 8 de octubre de 2023, los vídeos muestran a los soldados de la Brigada Bislamach disparando a ciudadanos palestinos que previamente se habían rendido.